# ラオスの国章
ラオスの国章（ラオスのこくしょう）には、国を代表する聖地であるタート・ルアンが描かれている。その手前にはナムグムダムが描かれ、その手前に舗装された道路、最前に歯車が描かれている。歯車の中には日の出が表現されている。周縁部は稲で構成されている。左の赤い部分には「平和、独立、民主主義」（ラーオ文字: ສັນຕິພາບ ເອກະລາດ ປະຊາທິປະໄຕ）、右には「統一と繁栄」（ラーオ文字: ເອກະພາບ ວັດຖະນາຖາວອນ）と記されている。中央にはラオス人民民主共和国（ラーオ文字: ສາທາລະນະລັດ ປະຊາທິປະໄຕ ປະຊາຊົນລາວ）と国名が書かれている。
現在の国章は1991年に修正されたもので、旧国章から社会主義の赤い星と鎌と槌をとりのぞき、タート・ルアンに置き換えたものである。国章の規定はラオス憲法に明記されている。

## 過去の国章
ラオス王国時代の国章は、古くから神聖視されている白象を中心としたデザインであった。社会主義国化した1975年以降は、ソビエト連邦の国章に倣ったデザインの国章が採用されている。

ラオス王国国章（1949年から1975年まで）
ラオス王国国章（1949年から1975年まで）
ラオス人民民主共和国国章（1975年から1991年まで）